# Atlas Corporation
Atlas Corporation este un producător de materiale de construcții din România. Compania și-a început activitatea în anul 1994 ca importator, exportator și distribuitor de materiale de construcții. Din anul 2000 a început producția locală în București.
Cifra de afaceri în anul 2007: 50,2 milioane Euro.